# 佩里托莫雷諾 (聖克魯斯省)

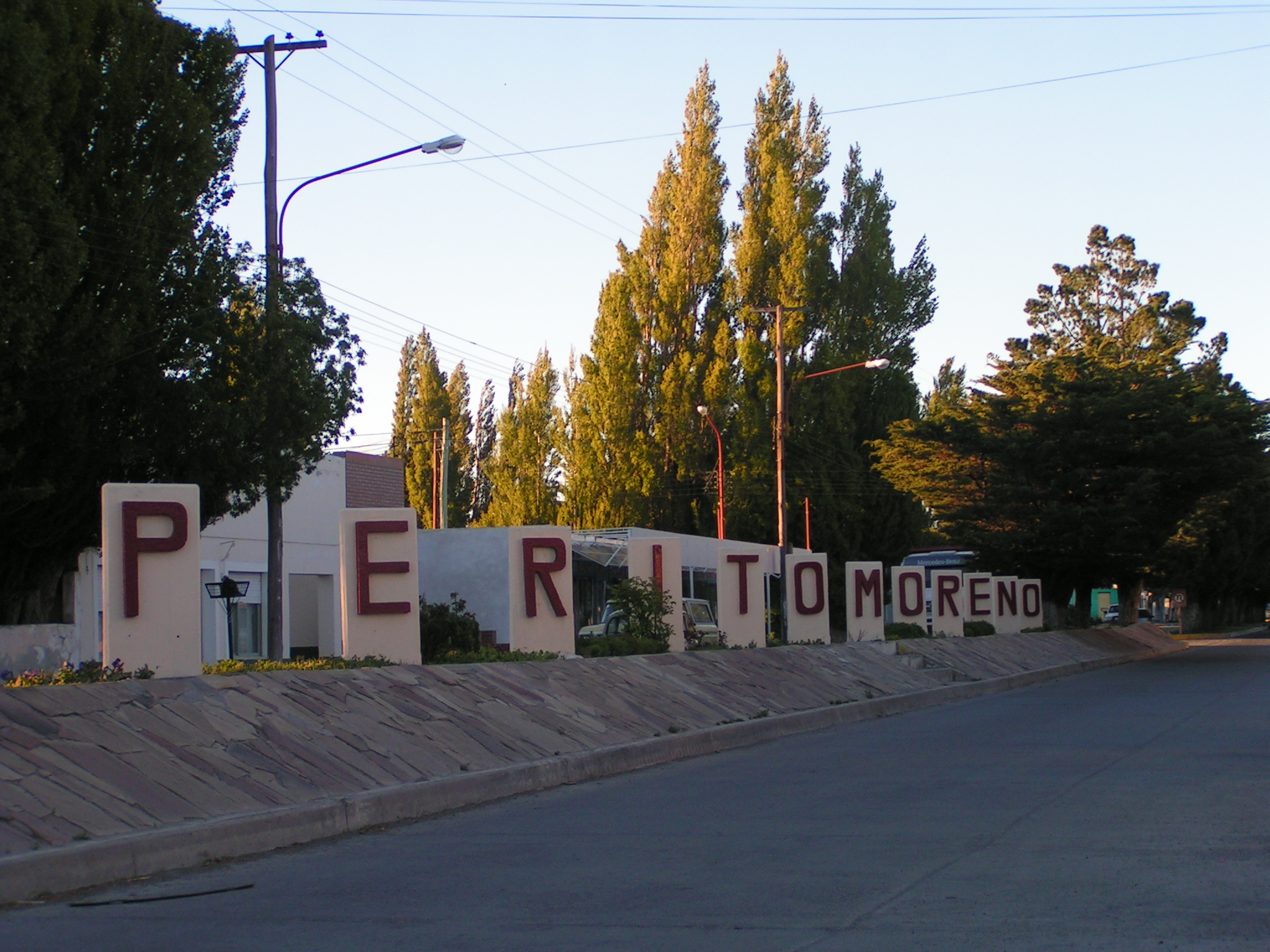
佩里托莫雷諾

佩里托莫雷諾（西班牙語：Perito Moreno），是阿根廷的城鎮，位於該國南部聖克魯斯省，是佩里托莫雷諾的首府，面積3.2平方公里，海拔高度517米，每年平均降雨量116毫米，2010年人口4,617，人口密度每平方公里1,422人。